# Bedfordshire
Bedfordshire – hrabstwo ceremonialne i historyczne we wschodniej Anglii, w regionie East of England, zaliczane do tzw. Home Counties. Do 2009 roku hrabstwo pełniło także funkcję administracyjną jako hrabstwo niemetropolitalne.
Powierzchnia hrabstwa wynosi 1235 km² a liczba ludności – 615 100 (2011). Największym miastem hrabstwa jest Luton, w sąsiedztwie którego znajduje się międzynarodowy port lotniczy Londyn-Luton. Drugie pod względem wielkości jest Bedford, dawna stolica hrabstwa. Inne większe miasta na terenie Bedfordshire to Leighton Buzzard oraz Dunstable.
Na wschodzie Bedfordshire graniczy z hrabstwem Cambridgeshire, na południu z Hertfordshire, na zachodzie z Buckinghamshire a na północy z Northamptonshire.

## Podział administracyjny

### Obecny
W skład hrabstwa wchodzą trzy jednostki administracyjne typu unitary authority:
1. Bedford
2. Central Bedfordshire
3. Luton

### Do 2009

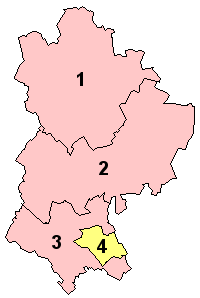
Podział administracyjny hrabstwa Bedfordshire do 2009 roku

Przed reformą administracyjną przeprowadzoną w 2009 roku Bedfordshire było hrabstwem niemetropolitalnym, w którego skład wchodziły trzy dystrykty. Jako hrabstwo ceremonialne Bedfordshire obejmowało wówczas dodatkowo jedną jednostkę typu unitary authority.
1. Bedford
2. Mid Bedfordshire
3. South Bedfordshire
4. Luton (unitary authority)